# San Gregorio di Catania
San Gregorio di Catania is een gemeente in de Italiaanse provincie Catania (regio Sicilië) en telt 10.785 inwoners (31-12-2004). De oppervlakte bedraagt 5,6 km2, de bevolkingsdichtheid is 1926 inwoners per km2.

## Demografie
San Gregorio di Catania telt ongeveer 3957 huishoudens. Het aantal inwoners steeg in de periode 1991-2001 met 13,1% volgens cijfers uit de tienjaarlijkse volkstellingen van ISTAT.
| Jaar | Inwoneraantal |
| ---- | ------------- |
| 1991 | 9169          |
| 2001 | 10.366        |

## Geografie
De gemeente ligt op ongeveer 321 m boven zeeniveau.
San Gregorio di Catania grenst aan de volgende gemeenten: Aci Castello, Catania, San Giovanni la Punta, Tremestieri Etneo, Valverde.